# 東之伊甸
《東之伊甸》是2009年4月於日本富士電視台的noitaminA播放的電視動畫。本作為導演神山健治的原創作品，亦為noitaminA的第一部原創故事動畫。電視播放結束後，後續的〈劇場版I The King of Eden〉及〈劇場版II Paradise Lost〉，分別於2009年11月及2010年3月上映。電視動畫獲得2010年東京動畫獎電視節目部門優秀賞，獲選為2009年第十三屆日本新媒體動漫藝術節動畫部門推薦的作品。香港由2010年8月6日至2010年9月17日期間於無綫電視J2播放。

## 故事簡介
2010年11月22日星期一，日本各地遭到以10發導彈進行的恐怖攻擊，不過奇蹟似地沒有任何人犧牲，這場逐漸被人遺忘的恐怖攻擊被稱為「疏忽的星期一」。3個月後，到美國畢業旅行的大學生森美咲在华盛顿哥伦比亚特区的白宮前被捲入糾紛，一位記憶喪失的全裸青年瀧澤朗出現在他面前幫助她逃跑。意氣相投的兩人最後一起回到日本。不過，當天第11發導彈飛到了東京。這時，瀧澤攜帶的手機傳來自稱為Juiz的女性的神秘訊息。
在寻找自己过去的过程中，瀧澤朗接触到了别的，同时也渐渐得知自己的身世和导弹袭击的真相，以及們被迫參與的這場遊戲的本質。

## 登場角色

### 主要角色
瀧澤朗（聲優：木村良平（日本），黃榮璋（香港，动画版）、李鎮然（香港，電影版））
 No.09。本名、年齡不明，消去了有關自己過去的記憶。「瀧澤朗」是被準備的許多護照中其中一個名字。護照裡面記載生日是昭和64年1月7日。22歲。
在華盛頓哥倫比亞特區幫助了咲，兩人一起回到日本。雖然記憶喪失，但電影的內容卻記的很清楚，在說話時常引用到。在華盛頓哥倫比亞特區的住所放有各式各樣的武器和多本護照，及有關兩萬多廢物家裡蹲失蹤事件的照片等，以為自己是恐怖份子。
拥有一间大型商场，并且将其作为自己的家。
随着与别的接触，渐渐发现自己的身份，和自己失去记忆前所做过的事情。
在第十一話中用剩下的貨幣把自己成為日本的國王并把手機交給咲，之後再把自己記憶再次消除。
對森美咲有好感。
森美咲（聲優：早見沙織（日本），黃紫嫻（香港，动画版）、成瑤孆（香港，電影版））
即將畢業的大學4年級生。1989年1月6日、昭和64年的7日間出生。雙親事故身亡，與姊姊、姊夫住在一起，原本內定在姊夫良助原本的公司裡工作。
畢業旅行時在華盛頓哥倫比亞特區認識瀧澤朗，兩人一起回到日本。
喜歡瀧澤朗。

### 東之伊甸
大杉智（聲優：江口拓也（日本），張裕東（香港））
咲小組夥伴的大學4年級生。生日是平成元年1月9日。身高190cm。從高中時就單戀著咲。與組員和咲一起去畢業旅行。
在一开始嫉妒着泷泽朗和森美咲的关系，后来因为佩服泷泽朗的所做所为，嫉妒的想法消失。
平澤一臣（聲優：川原元幸（日本），麥皓豐（香港））
昭和64年1月生。22歲。大學4年級生。東之伊甸的參謀。有6個內定公司，但是計劃留級。
打算以東之伊甸創業，但因為一些事件而遭到挫折。
葛原未來（聲優：齋藤彩夏（日本），陳皓宜（香港））
平澤的堂妹。通稱「小咪」（瀧澤稱呼為「小小咪」）。21歲。大學3年級生。負責東之伊甸的程式設計。講話毒舌且怕生，所以從小只和平澤玩（但和瀧澤很快就相處融洽）。
阿姐（聲優：齊藤貴美子（日本），梁少霞（香港））
平澤的助手。32歲。似乎对法律条文很熟悉。
春日晴男（聲優：田谷隼（日本），巫哲棋（香港））
東之伊甸年紀最小的成員。21歲。大學2年級生。
擅長情報收集和報告狀況。

### 
物部大樹（聲優：宮內敦士（日本），古明華（香港）→陳永信（香港，電影版））
 No.01。戴著紅色戒指的謎樣男子。青年精英官僚出身。在華盛頓哥倫比亞特區時，在車裡觀察瀧澤後回到日本。回國後關注著自衛隊駐屯地的導彈搬運，與結城的對話中透漏了對日本現在官僚體制的嫌惡。
推測近藤在死亡後手機交給瀧澤，因此積極的尋找其下落，並在途中襲擊了得知部分內情的板津（但板津并没有死亡）。
与No.02和No.10导演了“六十枚导弹袭击”事件。
在“六十枚导弹袭击”事件发生的同时，他抛弃了結城亮去寻找Mr.OUTSIDE的所在。
在这场游戏中他打算取代Mr.OUTSIDE成为游戏的主导者，借此来赢得游戏。
在劇場版中把no.2,11,12 的Juiz用導彈消滅。
辻仁太郎（聲優：遊佐浩二（日本），伍博民（香港，动画版）→鍾見麟（香港，電影版））
 No.02。擁有100億日元，與物部合作的富家少東。
与No.01和No.10导演了“六十枚导弹袭击”事件，但他自身对此事并不热衷。与No.01和No.10合作只是想尽快地从游戏中解脱出来。在劇場版時開始積極參與遊戲。
北林淑子（聲優：林丹鳳（香港））
 No.03。日行一善的老婦人。在劇場版最後被「Mr.OUTSIDE」宣佈遊戲結束時出現過，劇場版中曾以手機送食物給「Mr.OUTSIDE」，而被No.01利用這個機會，給「Mr.OUTSIDE」送上紙條。
近藤勇誠（聲優：白熊寬嗣（日本），葉振聲（香港））
 No.04。生活安全課的刑警。為了自己的欲望用盡100億日圓，要奪取瀧澤的NOBLESSE手機。從地下錢莊借了2000萬日圓後，命令Juiz殺了討債人和目擊者。
奪到瀧澤的手機後發現非本人無法使用而灰心。因為原本應該發給情人的簡訊誤發給妻子，在等著瀧澤把警察手冊拿來時被妻子殺死。
火浦元（聲優：小川真司（日本），朱子聰（香港））
 No.05。腦外科醫生、火浦綜合醫院的院長。將100億日圓用在高齡者的醫療改善和法律修改，其中包含賄賂。被媒體評論使用不明資金來源不明，但醫院的病患和職員都把他視為「救世主」。
因懷疑瀧澤是後援者而將他迷昏，等他醒來時把自己如何成為的過程忠實地重現。最後為了讓自己死後醫院也能自治營運，用盡100億日圓，對Juiz表達感謝後被後援者消除記憶。
直元大志（聲優：吉野裕行（日本），李震權（香港））
 No.06。有可能是電影製作人。在劇場版中，為了找出瀧澤朗而一直跟蹤咲。Juiz對之沒有多少禮貌，而本人也沒多少禮貌。
篁 薫（聲優：神谷浩史（日本））
 No.07。
職業是欺詐師。于廣播劇CD登場。
立原憲男
 No.08。原本是五十載的上班族。透過Juiz日本成為國家足球隊教練。在小說版登場。
結城亮（聲優：森田成一（日本），劉奕希（香港））
 No.10。居住在京都，與物部合作的憤青.
因为双亲过劳死，于是迁怒于社会的不公，让Juiz对海上自卫队系统进行介入，然后在屏蔽了雷达后发射战斧式导弹。之前的11枚导弹均为他发射。
与No.01和No.02导演了“六十枚导弹袭击”事件，並且他是作为此事件的提议者。
在“六十枚导弹袭击”事件的最后他发觉自己被物部大樹欺骗了。
在劇場版中把自己手機破壞而抺消自己的存在。
白鳥·D(戴安娜)·黑羽（聲優：五十嵐麗（日本），袁淑珍（香港））
 No.11。模特兒事務所的美人社長，Johnny狩獵事件的犯人。謠傳已有兩萬人受害，但殺害的都是強姦犯之類的男人，在得到NOBLESSE手機之前就已經開始活動。
在劇場版中，為了救No.09的Juiz而犧牲了自己的Juiz。
 No.12
手機顏色是不同於其他Selecao的金屬紅。
花费5,000转移了已经被No.1、No.10和No.2发现的Juiz本体位置。剩余9,999,995,000。
物部大樹推測其為後援者或「Mr.OUTSIDE」，事實證明推測正確。

### 咲的家人
森美朝子（聲優：松谷彼哉（日本），曾佩儀（香港））
咲的姊姊。32歲。雙親死亡後，繼承山月麵包，照顧咲。有1歲的女兒。
森美良介（聲優：岩尾万太郎（日本），馮錦堂（香港））
咲的姊夫。原本在大公司裡工作，後來和朝子一起繼承山月麵包。

### 其他
Mr.OUTSIDE（聲優：有川博（日本），張錦江（香港））
游戏的主持人，真正身份为亞東才藏，以Seleção No.12這個身份擔任後援者。為日本上一世代的大財閥，後來銷聲匿跡30年至今。目前是開著計程車為職業，也以此從搭乘的客人中挑選，并借此找出适当人选完成解救再一次陷入发展停滞的日本而从中重新赢得名声。在遊戲開始之前曾對所有的動過腦部手術，在遊戲宣布結束時以手機作媒介對所有做記憶消除。在遊戲結束後的半年，被瀧澤找到，並被瀧澤用拖鞋打了額頭。
將12人選為的禍首。本人說完成義務時自然就會見到他。
No.3很可能与其接触过。
Juiz（聲優：玉川紗己子（日本），許盈（香港））
們的接待員。使用各自的餘額完成他們的要求，不過有效範圍限定在日本國內。不過在日本國外可以通話。而劇場版提及在範圍圈外系統運作比較困難。
實體為12台高性能的人工智慧電腦。
在葡萄牙语中，有法官的意思。
板津豐（聲優：檜山修之（日本），周良鴻（香港））
開發東之伊甸系統時給予協助的工科學生，被葛原等人稱為「內褲男」，開發出了號稱可以預測未來的「世間電腦」系統，但是因為電腦的預測結果，加上唯一一條運動褲被風吹走，因此成為獨居在京都四疊半小房間的尼特族。
對於電子系統的解析十分在行，後協助瀧澤解析手機，在得知即將發生的飛彈襲擊事件後出門通知瀧澤等人，被物部大樹開車撞倒而受傷住院。
豆柴
瀧澤住處的狗，之前為導彈疏散時被女居民留下的狗。(體形較小，類似柴犬的小狗)
其本名叫做安傑莉卡，小名「小安」，和瀧澤朗的媽媽所養的小狗。
Johnny怪物
瀧澤到導彈轟炸地時看到的神祕生物。
石居（聲優：山口登（日本），張方正（香港））
2萬個尼特族失蹤事件受害者之一。2個月前被騙去「消費的樂園」，卻被扔在杜拜的沙漠勞動。現在回國，但與當地的女子訂婚。怨恨瀧澤朗，但也向他表示感謝並回歸社會作有益的事。
江田一彥（聲優：丸山詠二（日本），朱子聰（香港））
本作開始時的日本內閣總理大臣。「大意的星期一」就是出自其發言。因為瀧澤不經意的要求在國會裡發言「嘎呼！」，卻意外的支持率上升10%。
弘瀬 悠大（聲優：井上剛（日本））
2萬人尼特族失蹤事件受害者之一。2個月前被騙去「消費的樂園」，卻被扔在杜拜的沙漠勞動。當初瀧澤朗認識他時是用岡田偽名。雖然怨恨瀧澤朗，但在機場幫助瀧澤逃脫。
飯沼誠次郎
接續「嘎呼！」散會的江田一彦，擔任日本內閣總理大臣。但是在半年後因過勞的原因去世。
飯沼 千草（聲優：秋元千賀子（日本），雷碧娜（香港））
58歲。飯沼誠次郎的妻子。與丈夫之間沒有孩子，對以飯沼誠次郎的私生子身份出現的『飯沼朗』感到不快。
岩下 彩（聲優：安藤麻吹（日本），黃麗芳（香港））
40歳。泰式居酒屋《HYNE》的店主。豆柴的飼主。飯沼誠次郎的前情婦，握有瀧澤身世的秘密。
亞東家四姊妹（聲優：玉川紗己子（日本））
亞東才藏的孫女，是四胞胎。Juiz的聲音是由她們提供原聲，四人的性格有微妙不同，讓每個的Juiz的性格有不同的成長。同時四姊妹也從著遊戲的營運。持有noblesse手機，沒有接付機能和100億日圓，但能接收全部的活動履歷。
茜（配音：羅孔柔（香港））
長女。於百老匯留學學習音樂。
文惠（配音：何寶珊（香港））
次女。前圖書館職員。能平靜正確地處理工作。
優子（配音：黃瑩瑩（香港））
三女。前英文會員教室職員。於ATO播磨腦科學研究當接待員。有理性的判斷力。
晶子（配音：林芷筠（香港））
四女。前播報員。行動快活明朗。

## 用語
（代表）
持有NOBLESSE手機的12個人。被Mr.OUTSIDE強加「將這個國家（日本）導向正確方向」的義務。
「正確的方向」的標準是Mr.OUTSIDE私自的判斷，例如火浦實行的「地區醫療的發展和老年人互相看護體制的確立」和Mr.OUTSIDE的標準不同而不被認同。
符合以下事項者將會被Supporter殺死
- 任務途中放棄且逃亡
- 長期不使用手機且什麼成果都沒有
- 長期將100億用於個人的慾望
- 在達到拯救國家（日本）的目的之前餘額變成0

當第一位完成義務的出現後，其餘的將會全被消滅。
Supporter（後援者）
為了將沒有實行義務的消滅而存在的。只有Mr.OUTSIDE知道是誰。
NOBLESSE手機
只有被稱作的人持有的手機。電量應為無限（第8集特寫,螢幕顯示電量是無限）內有100億日圓的電子貨幣，只要餘額足夠就可以實現任何要求。之間可以彼此瀏覽別人的使用金額紀錄。因為設有指紋認證，所以非本人無法使用。似乎記憶體也十分驚人（單單是一部分要求的資料也能塞滿普通手機）
當餘額變成0元時，其持有者將會被殺掉。
的那個羅馬數字標誌消失代表那個Seleção已經沒有參與遊戲的資格（並不一定代表死亡），標誌變淺代表那個在日本國外。
此手機為日本電氣設計。
Noblesse Oblige
們之間使用的暗號。表示「高貴的義務」（也有人譯為「位高任重」）。
東之伊甸
咲發起的回收再利用團體。
因「六十枚導彈襲擊」事件而一夜成名。
Johnny
本作中用來表示男性生殖器官的俗稱。

## 事件
疏忽的星期一
2010年11月22日星期一，10發導彈落在日本各地的恐怖攻擊。因為沒有一人受害，逐漸被人們遺忘。
之所以稱為「疏忽的星期一」是因為首相說了句「疏忽了」。
之前10枚导弹袭击都是由于泷泽朗借助了Juiz和两万尼特族的力量才没有平民伤亡。
在10枚导弹袭击后，第11枚导弹出现了人员伤亡，因为此时的泷泽朗已经自我洗脑，并且得不到两万尼特族的帮助，无法疏散平民。
“疏忽的星期一”的主导者是结城亮（ No.10）。
兩萬人尼特族失蹤事件
日本國內尼特族約兩萬人消息不明的事件。
两万尼特族一开始是通过网络认识泷泽朗，然后和泷泽朗从事群众疏散工作。
两万尼特族是被泷泽朗使用多个假名骗到一个地方集中到一起的。
两万人全部被送到了杜拜三个月，为了是躲避舆论对于他们的压力（他们協助过泷泽朗疏散平民，但是也因此遭到不明真相的群众所指责）。
在“六十枚导弹袭击”事件中，他们被泷泽朗从杜拜重新招了回来，并且被泷泽朗要求提出能够应对导弹袭击的方案。

## 动画

### 製作人員
- 原作、系列構成、導演：神山健治
- 角色原案：羽海野千花
- 角色設定：森川總子
- 總作畫監督：中村悟
- 美術監督：竹田悠介
- 色彩設計：片山由美子
- CGI監督：遠藤誠
- 攝影監督：田中宏侍
- 音樂：川井憲次
- 音響監督：若林和弘
- 設定製作：本多史典
- 製作進行：野口弘美
- 文藝進行：春日康德
- ３Ｄ製作：千日直諒
- 動畫管理：阿部良弘
- 仕上製作：奧野英俊
- 製作人：山本幸治、石井朋彦
- 動畫製作：Production I.G
- 製作：東之伊甸製作委員會（富士電視台、ASMIK ACE ENTERTAINMENT、索尼音樂娛樂、电通、Production I.G）

### 主題曲
片頭曲
- 「FALLING DOWN」（日本国内动画版）

作詞、作曲：Noel Gallagher，演唱：OASIS
- （日本国外动画版）

作詞：円谷一美、作曲：川井憲次、演唱：早見沙織
因版權問題，所以除日本地區外其他地方的片頭曲都是使用這首歌；這首歌收錄於劇場版OST中。
片尾曲
- 「futuristic imagination」

作詞：内村友美，作曲、編曲：School Food Punishment、江口亮，弦編曲：江口亮、村山達哉，歌：School Food Punishment
插入歌
- 「Reveal the World」（第1話、第6話、第11話）

作詞：円谷一美，作曲：川井憲次，歌：Brenda Vaughn

### 各話列表
| 話数 | 日文標題 | 中文標題                         | TVB標題                    | 劇本              | 分鏡                                           | 演出              | 作畫監督                              |
| ---- | -------- | -------------------------------- | -------------------------- | ----------------- | ---------------------------------------------- | ----------------- | ------------------------------------- |
| 1    |          | 撿了個王子唷                     | 我拾到王子殿下             | 神山健治          | 神山健治、吉原正行                             | 山崎浩司          | 近藤圭一                              |
| 2    |          | 憂鬱的星期一                     | 憂鬱的星期一               | 神山健治 福島直浩 | 河野利幸                                       | 河野利幸          | 永島明子                              |
| 3    |          | 深夜場電影之夜                   | 午夜場之夜                 | 神山健治 佐藤大   | 吉原正行                                       | 柿本廣大          | 豆塚隆 伊藤秀樹                       |
| 4    |          | 真實的現實 虛構的現實            | 真實的現實，虛構的現實     | 神山健治 岡田俊平 | 柿本廣大                                       | 前島健一          | 山本径子                              |
| 5    |          | 現在，明明不是考慮那種事情的場合 | 現在明明不是想那回事的時候 | 神山健治 菅正太郎 | 神山健治、吉原正行 河野利幸、柿本廣大          | 岩崎太郎          | 佐佐木敦子 吉田隆彥                   |
| 6    |          | 東之伊甸                         | 東之伊甸                   | 神山健治          | 吉原正行、河野利幸 柿本廣大                    | 石井久志          | 佐野惠一 西村郁                       |
| 7    |          | 黑天鵝之舞                       | 黑天鵝飛舞                 | 神山健治 福島直浩 | 吉原正行、河野利幸 柿本廣大                    | 河野利幸          | 近藤源一郎                            |
| 8    |          | 尋找之前失去的旅程               | 尋找早已失去的道路         | 神山健治 佐藤大   | 笹木信作                                       | 熨斗谷充孝        | 山本径子                              |
| 9    |          | 過於短命的男人                   | 神經兮兮的男人             | 神山健治 岡田俊平 | 吉原正行、河野利幸 柿本廣大、神山健治          | 柿本廣大          | 伊藤秀樹                              |
| 10   |          | 誰殺了瀧澤朗                     | 誰殺了瀧澤朗？             | 神山健治 菅正太郎 | 神山健治、吉原正行 河野利幸、柿本廣大 京極義昭 | 岩崎太郎          | 佐佐木敦子 上石惠美                   |
| 11   |          | 越發延續之東                     | 依然延續的東方             | 神山健治          | 神山健治、吉原正行 河野利幸、柿本廣大 京極義昭 | 河野利幸 吉原正行 | 近藤圭一、近藤源一郎 永島明子、西村郁 |

### 播放電視台

#### 日本国内
日本深夜動畫：下文記載的日本国内播放時間使用日本標準時間（UTC+9）表示。因為部分時間标识會採用30小时制，因此請留意这类超过24:00的时间，其實際播放時間為翌日清晨。
| 播放地區   | 播放電視台       | 播放期間               | 播放時間（UTC+9）            | 所属电视网 | 备注                    |
| ---------- | ---------------- | ---------------------- | ---------------------------- | ---------- | ----------------------- |
| 關東廣域圈 | 富士電視台       | 2009年4月9日－6月18日  | 星期四24:45－25:15           | 富士电视网 | 制作局                  |
| 近畿廣域圈 | 關西電視台       | 2009年4月14日－6月23日 | 星期二25:35－26:05           | 富士电视网 |                         |
| 中京廣域圈 | 東海電視台       | 2009年4月16日－7月2日  | 星期四26:05－26:35           | 富士电视网 |                         |
| 高知縣     | 高知SunSun電視台 | 2009年4月22日－7月1日  | 星期三15:30－16:00           | 富士电视网 |                         |
| 福岡縣     | 西日本電視台     | 2009年4月22日－7月1日  | 星期三26:15－26:45           | 富士电视网 |                         |
| 新潟縣     | 新潟綜合電視台   | 2009年4月23日－7月2日  | 星期四25:55－26:25           | 富士电视网 |                         |
| 佐賀縣     | 佐賀電視台       | 2009年4月29日－7月8日  | 星期三24:35－25:05           | 富士电视网 |                         |
| 熊本縣     | 熊本電視台       | 2009年5月6日－7月14日  | 星期二26:05－26:35           | 富士电视网 |                         |
| 山形縣     | 櫻桃電視台       | 2009年5月9日－7月18日  | 星期六25:05－25:35           | 富士电视网 |                         |
| 長崎縣     | 長崎電視台       | 2009年5月22日－7月30日 | 星期五26:15－26:45           | 富士电视网 |                         |
| 北海道     | 北海道文化放送   | 2009年7月5日－9月28日  | 星期日 25:40－26:10          | 富士电视网 |                         |
| 廣島縣     | 新廣島電視台     | 2009年7月22日－9月30日 | 星期三 25:00－25:30          | 富士电视网 |                         |
| 日本全國   | 富士電視TWO      | 2010年3月20日－4月10日 | 星期六 24:00－25:15          | CS卫星广播 | 3话连播，有重播         |
| 日本全國   | WOWOW            | 2011年4月28日          | 星期六 24:00 – 29:30         | BS卫星广播 | 电视动画全话1日播放完毕 |
| 日本全國   | niconico生放送   | 2012年1月6日           | 星期五 21:00 – 26:41         | 网络播放   | 电视动画全话1日播放完毕 |
| 日本全國   | Animax           | 2012年2月3日 – 2月17日 | 星期一至星期五 23:30 – 24:00 | CS卫星广播 | 有重播                  |

#### 日本国外
- 香港

于2010年8月6日－9月17日的星期五 22:00－22:30 在J2播放，之后有在本台和高清翡翠台重播。
- 台湾

于2014年12月6日－2015年1月10日的星期六、日 23:30－24:00在曼迪日本台播放。

### 小細節
劇中男主角看過不少電影，間中會出現將某些情況形容像某一部電影。
- Taxi Driver—1976年的美國電影。（第一話）
- The Bourne Identity—2002年的美國電影。（第一話）
- Kate & Leopold—2002年的美國電影，梅格·萊恩主演。（第二話）
- Nuovo Cinema Paradiso—1988年的義大利電影。（第三話）
- さらば青春の光—原名：Quadrophenia，台譯：四重人格，1979年的英國電影（第四話）
- Butch Cassidy and the Sundance Kid —1969年的美國電影（第十一話）
- 小飛象—迪士尼其中一部動畫（劇場版　第一部）
- The Matrix—1999年的美國電影（劇場版　第二部）

## 劇場版
在2008年秋开播前宣告和电视动画播放完毕后已经宣布于2009年冬会有后续故事。2009年6月最后一话播放完毕后正式宣布制作剧场版并宣布了制作2部剧场版和部分制作情况。2009年8月公开发布电视动画总编集。第2部剧场版原计划2010年1月9日发布，但最终延期至3月13日。两部剧场部也借延期大幅修改故事内容而播放时间增长，原计划两部各60分钟共120分钟长，最终扩展到第一部82分钟，第二部90分钟长。

### 制作人员
基本沿用动画版制作人员。
- 原作、系列構成、導演：神山健治
- 角色原案：羽海野千花
- 角色设定：森川总子
- 副导演：吉原正行
- 共同编剧
  - I：福島直浩、岡田俊平、カルロス春日
  - II：菅正太郎、福島直浩、岡田俊平
- 分镜
  - I：吉原正行、河野利幸、柿本廣大、京極義昭、神山健治
  - II：吉原正行、京極義昭、柿本廣大、神山健治
- 演出
  - I：河野利幸、岩崎太郎、新留俊哉、柿本広大
  - II：吉原正行、河野利幸、柿本広大、新留俊哉
- 设定制作：常木志伸、幸田直子
- 总作画监督：中村悟
- 作画監督
  - I：西村郁、永岛明子、佐佐木敦子、上石恵美、黃瀨和哉、近藤源一郎、近藤圭一、柳野龙男、中原久文、后藤隆幸
  - II：西村郁、永岛明子、后藤隆幸、近藤圭一、近藤源一郎、黄瀬和哉、小村方宏治、佐佐木敦子、石田可奈、渡边纯子、森川总子
- 美术设定：增山修、荒川直樹
- 音乐：川井憲次
- 制作人：石井朋彦、瀨田裕幸、山本幸治

### 主题曲

#### 剧场版I
片頭曲
- 「Invisible」

作詞：円谷一美、作曲・編曲：川井憲次、VOCAL：LEAH
片尾曲
- 「light prayer」

作詞：内村友美，作曲：school food punishment、江口亮、編曲：江口亮，演唱：School Food Punishment

#### 劇場版Ⅱ
片頭曲
- 「future nova」

作詞：内村友美，作曲：school food punishment、江口亮、編曲：江口亮，演唱：School Food Punishment
片尾曲
- 「after laughter」

作詞：内村友美，作曲：内村友美、編曲：江口亮，演唱：School Food Punishment

### 发售商品
- 「東のエデン 總集編 Air Communication」 
  - 2009年9月26日上映、2010年3月24日發售(BD—與劇場版I連售)
- 「東之伊甸劇場版：伊甸之王」 
  - 2009年11月28日上映、2010年3月24日發售(DVD、BD)
  - 特典：羽海野チカキャラクター原案集完全版
  - 特典：『東のエデン 劇場版I The King of Eden』君と旅した場所MAP
  - BD初回限定特典：廣播劇ＣＤ『＜Seleção４＞JUIZ的日子(＜４セレソン＞JUIZとの日々)』
- 「東之伊甸劇場版：迷失天堂」 
  - 2010年3月13日上映、2010年8月4日發售(DVD、BD)
  - 特典：「東のエデン」完全年表
  - BD初回限定特典：廣播劇ＣＤ『No.7』

### 电影发布信息
总集篇，于2009年9月26日通过東京テアトル旗下电影院公开发布。之后通过ミッドナイトアートシアター广播播送。
- 《东之伊甸 剧场版1 伊甸之王》

2009年11月28日于全国发布。
- 《东之伊甸 剧场版2 失乐园（東のエデン 劇場版II Paradise Lost）》

2010年3月13日于全国发布。

### 广播播放信息
- 日本

WOWOW、niconico生放送、Animax在动画版播放后紧接着两部剧场版的播放
- WOWOW：2011年4月30日，18:00开始
- niconico生放送：2012年1月7日，21:00分开始
- Animax：2012年2月19日、2月26日的21:00开始

- 香港

《東之伊甸劇場版：伊甸之王》于2014年4月18日24:00－25:45在J2播放，有重播。《東之伊甸劇場版II：迷失樂園》于2014年4月19日24:15－26:15播放。

## 書籍
- 小說—東のエデン
- 東のエデン オフィシャルナビゲートBOOK
- 東のエデン 劇場版Ｉ 攻略ガイド
- ROMAN ALBUM 東のエデン　神山健治の世界

## 備註
1. ↑  昭和64年只有7日，1月8日即為平成元年。

## 外部連結
- 官方網站（日語）
  - Special Site（日語）
  - 官方blog（日語）
- Production I.G的作品介紹頁（日語）